# Boteni
Boteni é uma comuna romena localizada no distrito de Argeş, na região de Muntênia. A comuna possui uma área de 24.06 km² e sua população era de 2640 habitantes segundo o censo de 2007.